# Harvest Moon (Peabody)
Harvest Moon – tomik wierszy amerykańskiej poetki i dramatopisarki Josephine Preston Peabody, opublikowany w 1916 nakładem Houghton Mifflin Company. Zbiorek zawiera utwory drukowane poprzednio w czasopismach Scribner's Magazine, The Texas Rewiew, The Poetry Review, The Woman's Journal, The Boston Evening Transcript i The New Tork Evening Post. W książce znalazły się między innymi wiersze Who goes there?, Harvest Moon, Cradle Song, Pietà, Dominion, Full Circle, Military Necessity, Dead Chimes, Men Have Wings at Last, To A Dog, Heritage i Two Songs of a Year. Niektóre z liryków odnoszą się do trwającej I wojny światowej.